# 밀란 슈테인들레르
밀란 슈테인들레르(체코어: Milan Šteindler, 1957년 4월 12일~)는 체코의 배우, 영화 감독이다.

## 영화
- 투 더 우즈 (2012년)
- 체코-메이드 맨 (2011년)
- 그라피티 (2007년)
- 래프터스 (2006년)
- 천국에서 추방되다 (2001년)
- 쌩스 포 에브리 뉴 모닝 (1994년)
- 프라하 파이브 (1989년)
- 나의 고향 (1985년)